# Liu Qizhen
Liu Qizhen (chiń. 劉啟臻; ur. 17 września 1995) – chiński lekkoatleta specjalizujący się w rzucie oszczepem.
W 2017 roku był piątym zawodnikiem mistrzostw Azji, a w kolejnym sezonie zdobył srebrny medal igrzysk azjatyckich. Zajął piąte miejsce na mistrzostwach Azji w 2019 roku, a kilkanaście tygodni później odpadł w eliminacjach podczas mistrzostw świata w Dosze.
Medalista mistrzostw Chińskiej Republiki Ludowej oraz chińskich igrzysk narodowych.
Rekord życiowy: 82,22 (27 sierpnia 2018, Dżakarta). 

## Osiągnięcia
| Rok  | Impreza             | Miejsce     | Pozycja           | Wynik |
| ---- | ------------------- | ----------- | ----------------- | ----- |
| 2017 | Mistrzostwa Azji    | Bhubaneswar | 5. miejsce        | 80,12 |
| 2018 | Igrzyska azjatyckie | Dżakarta    | 2. miejsce        | 82,22 |
| 2019 | Mistrzostwa Azji    | Doha        | 5. miejsce        | 80,19 |
| 2019 | Mistrzostwa świata  | Doha        | el. – 25. miejsce | 75,81 |